# 21439 Robenzing
21439 Robenzing este un asteroid din centura principală de asteroizi.

## Descriere
21439 Robenzing este un asteroid din centura principală de asteroizi. A fost descoperit pe 20 martie 1998 la Socorro, New Mexico, în cadrul proiectului LINEAR. Asteroidul prezintă o orbită caracterizată de o semiaxă mare de 2,34 ua, o excentricitate de 0,11 și o înclinație de 3,6° în raport cu ecliptica.